# جامعة السوربون
جامعة السوربون  (بالفرنسية: Sorbonne Université) هي كيان جديد لتجمع جامعات تاريخية في باريس وهي : جامعة باريس السوربون أو باريس الرابعة مع جامعة بيير وماري كوري ، والمتحف الوطني للتاريخ الطبيعي في باريس . هذا التحالف هو أصل جامعة السوربون الذي ولد في 1 شباط/ يناير 2018.

## التاريخ
ولد هذا التجمع في 1 شباط/ يناير 2018.

## الموقع
يقع هذا التجمع في نفس مراكز مُنشئيه أي في باريس.

## الميزانية
في 19 مارس 2018 ، أكدت لجنة التحكيم الدولية لمبادرة التميز (IDEX) لبرنامج الاستثمار من أجل المستقبل بشكل نهائي جامعة السوربون الجامعة في باريس للتدريس والبحث . تستفيد الجامعة بشكل دائم من الدولة من تمويل يقدر بحوالي 27 مليون يورو (3٪) ناتج عن إيرادات الاستثمار ومن هبة غير قابلة للاستهلاك تبلغ 900 مليون يورو. وهي أول مؤسسة للتعليم العالي في إيل دو فرانس تحصل على هذه الاتفاقية النهائية.

## وصلات خارجية
- الموقع الرسمي